# SH3结构域
SH3结构域（英語：SH3 domain，全称Src同源3结构域）是最早在病毒接头蛋白v-Crk及酪氨酸激酶Src、Abl中发现的长约60个氨基酸残基的保守结构域，在磷酸肌醇3-激酶、Ras超家族G蛋白、cdc25中也存在